# میان‌کپی
میان‌کَپی (نام علمی: Mesopithecus) نام یک سرده از خانواده میمون بر قدیم است.